# Fenilacetaldeide deidrogenasi
La fenilacetaldeide deidrogenasi è un enzima appartenente alla classe delle ossidoreduttasi, che catalizza la seguente reazione:
fenilacetaldeide + NAD+ + H2O ⇄ fenilacetato + NADH + 2 H+